# 浮陀跋摩
浮陀跋摩（ふだばつま）は、仏教の僧であり、西域から中国に来て『阿毘達磨大毘婆沙論』の部分訳六十巻を翻訳した訳経僧。
名前は、サンスクリット語で「Buddhavarman」と呼ばれ、「佛陀跋摩」とも音写され、「覚鎧」と漢訳される。